# Hemelbestormers
Hemelbestormers was een radioprogramma van de KRO-NCRV, uitgezonden op NPO Radio 2. De presentatie van het programma was tot januari 2013 in handen van Stefan Stasse. Daarna werd het gepresenteerd door Jeroen Kijk in de Vegte en Carine Lacor. Het programma begon in 2011 en werd iedere zondag tussen twaalf en twee uur 's middags uitgezonden. Naast muziek was er in het programma ruimte voor cabaret, poëzie en 'inspirerende verhalen'. Eind december 2014 was de laatste uitzending van het programma. In januari 2015 startte presentator Kijk in de Vegte met opvolger Bureau Kijk in de Vegte.

## Programmaonderdelen
- Hemelse Gedichten. In het programma worden gedichten voorgedragen die in het seizoen 2011/2012 zijn verzameld in een dichtbundel.
- Hemelse Gerechten. In het programma worden recepten gedeeld die in het seizoen 2011/2012 zijn gebundeld in een receptenboekje.
- Hemelse Bestemmingen. In het programma wordt per provincie een bijzondere 'Hemelse' locatie in het zonnetje gezet. Van deze serie zou in seizoen 2012/2013 een boekje verschijnen.

## Opschudders
Aan het programma werkten een aantal cabaretiers mee die iedere week live een 'opschudder' verzorgden. De opschudder was een live gebrachte column. Cabaretiers die een bijdrage leverden waren: Tim Kamps, Johan Fretz, Ellen Dikker, Nynke de Jong, Soundos, Laura van Dolron, Wouter Monden, Minke Haveman en Adelkarim El-Fassi.